# パガニーニ・モスクワ国際ヴァイオリン・コンクール
パガニーニ・モスクワ国際ヴァイオリン・コンクール（英: The Paganini Moscow International Competition）は、ロシアのモスクワで開催されるヴァイオリニストのためのコンクールである。なお、イタリアのジェノヴァで開催されるパガニーニ国際コンクールは、別のコンクールである。
パガニーニの誕生日である10月27日に毎年開催される。ヴィクトロフ一族の出資によるヴァイオリン芸術財団が創設し、ロシア連邦の文化・マスコミ省、モスクワ市、モスクワ・チャイコフスキー音楽院が援助する。
参加資格は16歳以上の音楽家であり、第1位の賞金は25,000ドルである。

## 入賞者
- 2003年（第1回）
  - 第1位　エレーナ・セミョーノワ（ロシア）
  - 第2位　ナデジダ・トカレヴァ（ロシア）
  - 第3位　エフゲニー・スヴィリドフ（ロシア）
- 2004年（第2回）
  - 第1位　クォン・ヒョクジュ（韓国）、アリョーナ・バーエワ（ロシア）
  - 第2位　エカテリーナ・フロロヴァ（ロシア）
  - 第3位　ジェームス・リー（イギリス）
- 2005年（第3回）
  - 第1位　セルゲイ・ドガーディン（ロシア）、イワン・ポチェーキン（ロシア）
  - 第2位　ダニエル・アウストリヒ（ドイツ）、ムン・キョンジン（北朝鮮）
  - 第3位　ハイク・カザジャン（ロシア）
- 2006年（第4回）
  - 第1位　米元響子（日本）
  - 第2位　ロディオン・ペトロフ（ロシア）、ナディア・ハシモフ（ウズベキスタン）
  - 第3位　エウジェン・ティチンデレアヌ（ルーマニア）
- 2007年（第5回）
  - 第1位　該当なし
  - 第2位　オルガ・ヴォルコヴァ（ロシア）、パーヴェル・ミリュコーフ（ロシア）
  - 第3位　イ・ユラ（韓国）、アンタル・サライ（ハンガリー）
- 2010年（第6回）
  - 第1位　クリストフ・バラーティ（ハンガリー）
  - 第2位　アンドレイ・バラノフ（ロシア）
  - 第3位　アレクセイ・セメネンコ（ウクライナ）